# Om dandyismen
Om dandyismen (franska: Du dandysme et de George Brummell) är en längre biografisk essä från 1845 av den franske författaren Jules Barbey d'Aurevilly. Den tar avstamp i den engelske modeikonen Beau Brummell (1778–1840) och avhandlar dandyismen. Boken är dedicerad till författarens vän César Daly.
Barbey d'Aurevilly hade ingen intention att skriva en faktamässigt uttömmande biografi om Brummell–en sådan hade givits ut 1844 författad av William Jesse. Istället ville han genom Brummells liv definiera vad som utmärker dandyn. Brummell hade levt i Calais och Caen i Frankrike och Barbey d'Aurevilly träffade många av de personer som hade känt Brummell under hans tid i landet. När boken var färdig spreds den först bland dessa innan den trycktes i Paris. Den gavs ut på svenska 2014 i översättning av Hillevi Hellberg.